# Скряговка
Скряговка (укр. Скрягівка) — село,
Буймерский сельский совет,
Тростянецкий район,
Сумская область,
Украина.
Код КОАТУУ — 5925081204. Население по переписи 2001 года составляло 188 человек .

## Географическое положение
Село Скряговка находится на левом берегу реки Белая,
выше по течению на расстоянии в 1 км расположено село Буймер,
ниже по течению на расстоянии в 1,5 км расположено село Новоселовка,
на противоположном берегу — село Буймер.

## История
Во время российского вторжения в Украину в марте 2022 командир 4-й гвардейской танковой дивизии полковник Евгений Журавлёв отдал приказание «сравнять с землёй» село.